# L'odissea d'Astèrix
L'Odissea d'Astèrix (títol original en francès: L'Odyssée d'Astérix) és el vint-i-sisè àlbum de la sèrie Astèrix el gal. Va ser el segon publicat després de la mort de René Goscinny, quedant Albert Uderzo encarregat del guió i del dibuix. Va ser publicat en francès el 1981

## Sinopsi
El druida Panoràmix sembla trist els darrers dies. Un marxant fenici li ha de portar oli de roca, ingredient essencial per a la poció màgica, però no arriba pas. Pel seu costat, Juli Cèsar decideix encarregar al cap de la policia secreta que aconsegueixi la recepta de la poció, missió que passa a un druida-espia anomenat Zerozerosix.
Quan el marxant fenici arriba a Armòrica, Panoràmix descobreix que ha oblidat el vital oli, i s'organitza una expedició fins a Mesopotàmia a la recerca de l'oli, formada per Astèrix, Obèlix, Idèfix i Zerozerosix.

## Comentaris
- René Goscinny havia previst, abans de la seva mort, fer viatjar a Astèrix a l'Orient Mitjà, però com que ell mateix era jueu, tenia por de poder ser titllat de sionista.
- Per crear la panoràmica de Jerusalem (p. 30), Goscinny es va basar en un munt de fotografies que ell mateix va fer de la maqueta de la ciutat en temps de Jesucrist que es troba en un museu de la ciutat.
- La porta per on Astèrix i Obèlix surten de Jerusalem (p. 34) és la Porta dels Lleons, que realment existeix a la Ciutat Santa.
- Obèlix provoca la "primera" marea negra a la Mediterrània.
- El druida-espia rep el nom de Zerozerosix, una molt clara referència al codi de l'agent secret més famós del cinema, James Bond, 007. A més, aquest té les faccions de l'actor Sean Connery, protagonista de les primeres aventures de l'espia al cinema.
- Zerozerosix dona a Panoràmix un licor de gra destil·lat de gra de Caledònia, que potser milloraria diluït en aigua amb glaçons de gel, una molt clara referència al whisky escocès (pàtria de Connery).
- El carro fantàstic de Zerozerosix, de dos cavalls, rep el nom de "Dos cavalls", nom d'un dels vehicles més populars de Citroën. El carro té tot d'enginys mecànics que recorden els cotxes de l'agent 007
- Hi ha un altre cameo il·lustre: René Goscinny apareix com a Saül Taié, guiant a Astèrix i Obèlix cap al desert.
- Si bé durant el viatge els pirates apareixen en dues ocasions, el vaixell d'aquests no resulta enfonsat. A més, entre els pirates apareix un amb les faccions de Boris Karloff com a Frankenstein
- Astèrix i Obèlix s'han d'allotjar en una establia a Betlem, fent referència al naixement mitològic de Jesús.
- L'actor francès Bernard Blier apareix com el Cap de la Policia Secreta Imperial.
- L'actor francès Jean Gavin apareix com el Ponç Penat, un Procurator romà a Judea que es renta sovint les mans.
- El desert entre Judea i Mesopotàmia està ple de pobles en guerra (sumers, accadis, hitites, assiris i medes).
- Al banquet final, el bard Assuranceturix està lligat i emmordaçat a l'arbre, mentre que una família de mussols, desallotjada del seu arbre a la primera vinyeta, li passa pel damunt per instal·lar-se allà.